# Thalpomena viridipennis
Thalpomena viridipennis är en insektsart som beskrevs av Boris Petrovich Uvarov 1927. Thalpomena viridipennis ingår i släktet Thalpomena och familjen gräshoppor. Inga underarter finns listade i Catalogue of Life.